# 丹尼爾太郎
丹尼尔太郎（日语： Danieru Tarō；1993年1月27日—）是一位日本職業網球男運動員。他的父親是美國人，母親是日本人。丹尼爾7歲時開始練習網球，14歲時隨家人移居西班牙。

## 外部連結
- 丹尼爾太郎（英文/西班牙文）的官方資料
- 丹尼爾太郎的國際網球總會 職業／青少年 官方資料（英文）